# Liste deutscher Stadtgründungen/10. Jahrhundert
Die Liste deutscher Stadtgründungen im 10. Jahrhundert enthält Orte, die im 10. Jahrhundert gegründet oder erstmals urkundlich erwähnt wurden und später zu Städten wurden.
- 902 Bamberg, erste urkundliche Erwähnung
- 906 Volkach, erste urkundliche Erwähnung als „Folchaa superior et inferior“
- 906 Weilburg, erste urkundliche Erwähnung als „Wilineburch“
- 910 Limburg an der Lahn, erste urkundliche Erwähnung als „Lintpurc“
- 913 Kassel, erste urkundliche Erwähnung als „Chassalla“
- 917 Kirtorf, erste urkundliche Erwähnung
- 922 Goslar, Rückdatierung des 12. Jahrhunderts (Annalista Saxo) rex Heinricus I...."vicum Goslarie construxit".
- 922 Quedlinburg, erste urkundliche Erwähnung
- 927 Nordhausen, erste urkundliche Erwähnung
- 929 Meißen, erste urkundliche Erwähnung
- 929 Brandenburg an der Havel, Die Brandenburg, Fürstensitz der Heveller auf der Dominsel, wird durch den ersten deutschen König Heinrich I. erobert
- 932 Bad Langensalza, erste urkundliche Erwähnung
- 936 Calbe (Saale), erste urkundliche Erwähnung
- 937 Pfullingen, erste urkundliche Erwähnung
- 946 Wittstock/Dosse, erste urkundliche Erwähnung
- 948 Havelberg
- 948 Burg, erste urkundliche Erwähnung
- 950 Alzenau
- 952 Helmstedt, erste urkundliche Erwähnung als „Helmonstede“
- 954 Illertissen, erste urkundliche Erwähnung als „Tussa“
- 957 Aschaffenburg
- 960 Kirchheim unter Teck, erste urkundliche Erwähnung
- 960 Dransfeld, erste urkundliche Erwähnung
- 961 Bernburg (Saale), erste urkundliche Erwähnung
- 961 Eilenburg, erste urkundliche Erwähnung
- 961 Wurzen, erste urkundliche Erwähnung
- 964 Saarburg, erstmals erwähnt wird die Saarburg in einem Vertrag vom 17. September 964
- 965 Solingen, erste urkundliche Erwähnung
- 966 Erkelenz, erste urkundliche Erwähnung
- 967 Mühlhausen/Thüringen, erste urkundliche Erwähnung
- 967 Zeitz, erste urkundliche Erwähnung
- 968 Ronnenberg, erste urkundliche Erwähnung
- 973 Alsleben (Saale)
- 973 Brilon, erste urkundliche Erwähnung
- 973 Creuzburg, erste urkundliche Erwähnung
- 973 Dillingen an der Donau, erste urkundliche Erwähnung
- 973 Leichlingen (Rheinland), erste urkundliche Erwähnung
- 973 Heiligenstadt, erste urkundliche Erwähnung
- 973 Torgau, erste urkundliche Erwähnung
- 974 Mönchengladbach, erste urkundliche Erwähnung
- 974 Schlotheim, erste urkundliche Erwähnung
- 975 Lingen (Ems), erste urkundliche Erwähnung
- 976 Altenburg, erste urkundliche Erwähnung
- 976 Bruchsal, erste urkundliche Erwähnung
- 976 Cham, erste urkundliche Erwähnung
- 976 Teuchern, erste urkundliche Erwähnung
- 980 Korbach, erste urkundliche Erwähnung
- 980 Lohne (Oldenburg), erste urkundliche Erwähnung als „Laon“
- 981 Penig, erste urkundliche Erwähnung als „Wissepnig“
- 981 Döbeln, erste urkundliche Erwähnung als „castella Doblin“
- 981 Schkeuditz, erste urkundliche Erwähnung als „Scudici“
- 982 Meiningen, erste urkundliche Erwähnung
- 984 Arneburg
- 986 Walsrode, erste urkundliche Erwähnung, Gründung des Klosters
- 988 Meersburg am Bodensee, erste urkundliche Erwähnung der Burg
- 993 Bad Dürrenberg
- 993 Potsdam
- 993 Schlüchtern
- 994 Lutherstadt Eisleben, erste urkundliche Erwähnung
- 995 Gera, erste urkundliche Erwähnung
- 997 Bad Belzig
- 998 Bad Frankenhausen/Kyffhäuser, erste urkundliche Erwähnung
- 999 Saarbrücken, erste urkundliche Erwähnung als „Castellum Sarabrucca“
- im 10. Jahrhundert Aulendorf
- um 1000 Haselünne wird als Lunni in den Corveyschen Abgaberegistern genannt